# Lázár György (orvos, 1934–2016)
Id. Lázár György (Kismarja, 1934. március 12. – Szeged, 2016. január 18.) kutatóorvos, az orvostudományok MTA doktora (1975), professor emeritus.

## Kutatási területe
Hematológia, immunológia, makrofágrendszer jelentősége a szervezet védekező mechanizmusában, sokk, bakteriális endotoxin, hormonreceptor és jelátvitel biokémiája.

## Életpályája
Orvostudományi tanulmányait Szegedi Orvostudományi Egyetemen (SZOTE) végezte 1952-58 közt. A SZOTE Gyógyszerészeti Intézetében kezdte munkásságát (1958-62), 1962-től a Kórélettani Intézetbe került. Laboratóriumi szakorvosi vizsgát tett 1964-ben, 1970-ben védte meg kandidátusi disszertációját, 1974-75-ben mb. tanszékvezető volt. 1975-ben az orvostudományok MTA doktora.
Selye János kanadai belgyógyász és vegyész meghívására a Montreáli Egyetemen volt tanulmányúton 1971-72-ben, majd a párizsi Pierre és Marie Curie Egyetemen kutatott több alkalommal, 1976-ban fél évet, 1982-ben három hónapot, 1984-ben hat hónapot, 1990-92-ben két évet. A hollandiai Groningenben a városról elnevezett Groningeni Egyetemen 1986-ban volt tanulmányúton három hónapig. Több mint 15 éven át a SZOTE Tudományos Diákköri Tanács és az Országos Tudományos Diákköri Tanács Orvostudományi Szakbizottságának elnökeként működött, nagyban elősegítette az orvostanhallgatók tudományos érdeklődésének felkeltését, figyelemmel kísérését, segítését. A Szegedi Akadémiai Bizottság elnöki tisztét 1986-tól töltötte be. 1999-ben nyerte el a Széchenyi professzori ösztöndíjat. Jeles tudományos munkásság és szakmai közéleti tevékenység után emeritálták, ma a Szegedi Tudományegyetem professor emeritusa, aki változatlanul figyelemmel kíséri szakmai területén a legújabb tudományos eredményeket, s segít a PhD-hallgatóknak a felkészülésben. Tudományos közleményeit folyamatosan angol nyelven adja közre.
Ifjú korában foglalkozott a költészettel, de a művészeti pályáról lemondott a tudományos pálya érdekében. A sport területén a kalapácsvetésben tűnt ki.

## Családja
Felesége Husztik Erzsébet (1934. szeptember 29.) jeles oktatója és kutatója volt az Orvosi Biológiai Intézetnek, 1983-ban védte meg kandidátusi disszertációját a biológiai tudományokból, több mint 100 tudományos közleményt adott közre német és angol nyelven. Két fiukat nevelték fel, György és István, mindketten az orvosi- illetve fogorvosi hivatást választották. Fiuk, Dr. Gyergyóújfalvi-Lázár István fog- és szájbetegségek szakorvosaként Csongrád-Csanád Vármegye szakfelügyelő főorvosa  és szakmai kollégiális vezetője. Unokájuk Dr. Lázár Bence András magyar szépíró, egyetemi adjunktus és pszichiáter.

## Tudományos közleményei (válogatás)
- Determination offibrinogen (and fibrinolysis) in small quantities of plasma = Thrombos. Diathes. Haemorrh. (Stuttg.), 1967
- The reticuloendothelial blocking effect of rare earth metals in rats = J. Reticuloendothe!. Soc., 1973
- Effect on cadmium toxicity of substances influencing reticuloendothelial activity. (Társszerzőkkel) = Toxico!. App!. Pharmaco!., 1974
- Electron microscopie study of Kupffer cell phagocytosis blockade induced by gadolinium chloride. (Társszerzőkkel) = Br. J. Exp. Pathol., 1980
- Immunologically induced peliosis hepatis in rats. (Társszerzőkkel) = Uo., 1984
- Physiologie al action and receptor binding of a newly synthesized and novel antiglucocorticoid. (Társszerző M.K. Agarwal) = Biochem. Biophys. Res. Commun., 1986
- The influence of a novel glucocorticoid antagonist on endotoxin lethality in mice strains. (Társszerző M.K. Agarwal) = Biochem. Med. Metab. Biol., 1986
- Effect of angiotensin II and nonpeptide receptor antagonists on the transduction pathways in rat proximal tubule. (Társszerzőkkel) = Am. J. Physiol., 1992
- Modification of septic shock in mice by the antiglucocorticoid RU 38486. (Társszerzőkkel) = Cire. Shock, 1992
- Effect of RU 38486 on TNF production and toxicity. (Társszerzőkkel) = FEBS Lett., 1992
- The influence 'of antiglucocorticoids on stress and shock. (Társszerzőkkel) Ann. New York Acad. Sei., 1995. – Összes közleményeinek száma 200 feletti.

## Szervezeti tagságok
- Klinikai Tudományos Bizottság
- Szegedi Területi Bizottság

## Társasági tagság (válogatás)
- Magyar Klinikai Laboratóriumi Diagnosztikai Társaság (1964-)
- Magyar Élettani Társaság tag (1965-), vezetőségi tag (több évig)
- Magyar Mikrobiológiai Társaság (1965-)
- Magyar Hematológiai Társaság (1970-)
- Magyar Immunológiai Társaság (1970-)
- Magyar Farmakológiai Társaság (1972-)
- Magyar Kemoterápiai Társaság tag (1976-), vezetőségi tag (1987-)
- Magyar Biokémiai Egyesület (1984-)
- Európai Reticuloendotheliális Társaság alapító tag (1968-), alelnöke (1982)
- Am.-, Eur.-, lapin RES Társaságokban vezetőségi tag (1984)
- The New York Acad. of Sciences (1994-)
- Európai Ritka Földfém Társaság (1994-)
- Magyar Kemoterápiai Társaság vezetőségi tagja

## Díjak, elismerések
- Akadémiai Pályadíj (1974)
- Oktatásügy Kiváló Dolgozója (1976)
- Szent-Györgyi Albert-díj (1999)
- Csongrád megye díszpolgára (2011)